# 匝雅南達
匝雅南達(梵文：Jayananda)，印度大乘密宗人士，八十四成就者之一。

## 簡介
匝雅南達是孟加拉國王的一位婆羅門大臣。表面依循婆羅門教的日常行儀，但私底下卻秘密修持密續。因為依照密續法本供養食子而被其他大臣發現，向國王報告。因此國王就下令把他監禁起來。
因為過往匝雅南達供養食子之後，食子引來許多鳥兒前來啄食。但匝雅南達被關之後，小鳥無法找到食子，因此聚集在王宮之上吱吱亂鳴。一位能解鳥語的人轉述鳥兒的憤怒向國王稟報，於是國王對匝雅南達生起信心，放他離開，且每天給匝雅南達二十「薄式耳」（一「薄式耳」約二斗）的米做食子供養。此後，這位大臣就以「上師匝雅南達」而聞名。之後他致力於利生事業七百年，然後便趨入空行淨土。